# Stegophiura sladeni
Stegophiura sladeni är en ormstjärneart som först beskrevs av Duncan 1879.  Stegophiura sladeni ingår i släktet Stegophiura och familjen fransormstjärnor. Inga underarter finns listade i Catalogue of Life.